# Aston le Walls
Aston le Walls es un pueblo y una parroquia civil del distrito de South Northamptonshire, en el condado de Northamptonshire (Inglaterra).

## Demografía
Según el censo de 2001, Aston le Walls tenía 334 habitantes (177 varones y 157 mujeres). 88 (26,35%) de ellos eran menores de 16 años, 223 (66,77%) tenían entre 16 y 74, y 23 (6,87%) eran mayores de 74. La media de edad era de 37,78 años. De los 246 habitantes de 16 o más años, 47 (19,1%) estaban solteros, 167 (67,89%) casados, y 32 (13,01%) divorciados o viudos. 171 habitantes eran económicamente activos, 168 de ellos (98,25%) empleados y otros 3 (1,75%) desempleados. Había 3 hogares sin ocupar y 134 con residentes.
| 225                         | 193 | 271 | 240 | 252 | 254 | - | - | 101 | 117 | 121 | 123 | 147 | 101 | - | 147 | 180 |
| (Fuente: Vision of Britain) |     |     |     |     |     |   |   |     |     |     |     |     |     |   |     |     |